# Кинески шах
Кинески шах или Сјангћи (Xiangqi) (象棋 послушатиⓘ), је кинеска игра с два играча из породице стратешких игара на табли којој припадају и западњачки шах, индијска чатуранга, јапански шоги и врло сличан корејански џанги. Први карактер 象 сјанг има значење „слика“ или „приказ“, отуд се Сјангћи може дословце превести као „сликовни шах ". Иако овај карактер такође значи слон, игра се најчешће зове Кинески шах на западу. 
Порекло сјангћија је спорно; неки историчари сматрају да потиче од лијубоа а други тврде да је она слична индијској игри чатуранга из 6. века. То је једна од најпопуларнијих игара из породице чатуранга на свету, нарочито у Азији. Карактеристичне особине сјангћија су јединствени потези фигуром пао ("топ"), правило да се генерали (слично краљу у шаху) не могу међусобно нападати, и позиције река и палата, које ограничавају кретање неких фигура.

## Табла
Сјангћи се игра на табли широкој девет колона и дугој десет редова. Као и у игри Го (圍碁; или Веј чи 圍棋), фигуре се постављају на пресеке, који су познати као тачке. Вертикалне линије су познате као фајлови (кинески: 路; pinyin: lù; "пут"), а хоризонталне линије су познате као ранкови (кинески: 線/綫; pinyin: xiàn; "линија").
Центриране на првом до трећег и осмом до десетог реда табле су две зоне, свака по три тачке са три тачке, разграничене двема дијагоналним линијама које повезују супротне углове и секу се у централној тачки. Свака од ових области позната је као 宮 gōngⓘ, дворац.
Две супротне стране, између петог и шестог ранка, дели 河 хе, „река“. Река је често означена изразима 楚河 chǔ héⓘ, што значи „река Чу”, и 漢界 hàn jièⓘ, што значи „Граница Хана”, што упућује на Чу–хански рат. Иако река (или граница Ханчуа) пружа визуелну поделу између две стране, њено присуство утиче само на две фигуре: војници имају побољшано кретање након преласка реке, а слонови не могу да је пређу. Полазишта војника и топова обично су, али не увек, означена малим крстовима.

## Правила
Фигуре почињу у положају приказаном на горњој схеми. Који ће играч креће први је варирало кроз историју, као и од једног дела Кине до другог. Различите књиге о сјангћију саветују било да се прво помери црна или црвена страна. Неке књиге говоре о двема странама као северној и јужној; који смер одговара којој боји такође варира од извора до извора. Генерално, црвени први креће на већини модерних турнира.
Игра се завршава када један играч матира генерала другог играча. Када је генерал у опасности да га непријатељски играч ухвати при следећем потезу, непријатељски играч је „испоручио чек” (скраћено  jiāngⓘ), а генерал је „у чеку”. Чек треба да буде најављен. Ако генералов играч не може да учини ништа да спречи генералово хватање, ситуација се назива „мат”. За разлику од шаха, у којем је пат нерешен, у сјангћију је то губитак за патираног играча.

## Фигуре
Сваки играч контролише војску од 16 фигура; војске су обично обојене у црвено и црно. Фигуре су равни кружни дискови означени или угравирани кинеским знаком који идентификује врсту фигуре, и у боји која означава који играч има власништво. Црне фигуре су означене нешто другачијим знаковима од одговарајућих црвених фигура.
У континенталној Кини већина сетова и даље користи традиционалне кинеске карактере (за разлику од поједностављених кинеских знакова). Модерни комади су обично пластични, иако су неки комплети дрвени, а скупљи комплети могу користити жад. У давна времена многи комплети су били једноставни необојени дрворези; стога, да би се разликовали делови две стране, већина одговарајућих делова користила је знакове који су били слични, али су се мало разликовали. Ова пракса је можда настала у ситуацијама када је био доступан само један материјал за израду комада, и није било материјала за бојење како би се разликовале противничке војске. Најстарија сјангћи фигура која је до сада пронађена је фигура 俥 (кола). Она се чува у Покрајинском музеју Хенан.

## Историја
Игра под називом „сјангћи” се сматра да потиче из периода зараћених држава; према тексту из првог века пре нове ере Шуо Јуан (說苑/说苑), то је био један од интереса лорда Менгчанга од Ћиа. Али правила те игре нису описана и нису нужно била повезана са данашњом игром. Цар Ву из Северног Џоуа написао је књигу 569. године под називом Сјанг Ђинг. У њој су описана правила игре са астрономским темама која се зове сјангћи или сјангси (象戲). Реч сјангћи 象棋 обично се преводи као „игра слонова“ или „игра фигура“, јер кинески знак 象 значи „слон“ и „фигура“; настао је као стилизовани цртеж слона, и коришћен је за писање речи са значењем „фигура“, вероватно зато што су две речи изговорене исто.
Да би поткрепио свој аргумент, Мари је цитирао стари кинески извор који тврди да је у старијем сјангћију (из којег је модерни сјангћи можда преузео нека своја правила) фигуре могле бити промешане, што се не догађа у савременом сјангћију у стилу шаха. Мари је такође написао да је у древној Кини постојало више од једне игре која се звала сјангћи.
Алтернативна хипотеза Мaријевој је да је сјангћи настао по узору на трупе у периоду зараћених држава. Дејвид Х. Ли, на пример, тврди да је игру развио Хан Син у зиму 204-203. п. н. е. како би се припремио за предстојећу битку. Међутим, његове теорије су довели у питање други истраживачи шаха. Најранији опис правила игре појављује се у причи „Цен Шун” (岑順) у збирци Сјуенгуај лу (玄怪錄), написаној у средњем делу династије Танг.
Са економским и културним развојем током династије Ћинг, сјангћи је ушао у нову фазу. Много различитих школа и играча дошло је до изражаја. Са популаризацијом сјангћија, објављене су многе књиге и приручници о техникама играња игре. Они су одиграли важну улогу у популаризацији сјангћија и побољшању техника игре у модерном добу. Енциклопедија кинеских шаховских отварања у западном стилу написана је 2004. године.